# Ampulex moultoni
Ampulex moultoni là một loài côn trùng cánh màng trong họ Ampulicidae, thuộc chi Ampulex. Loài này được R. Turner miêu tả khoa học đầu tiên năm 1915.